# 本贝萨尔河
本贝萨尔河是西班牙南部瓜达尔基维尔河的一条左侧支流。
本贝萨尔河发源自埃斯特雷马杜拉地区巴达霍斯省的阿苏阿加镇附近，在科爾多瓦省的奥尔纳丘埃洛斯山脉自然公园形成本贝萨尔水库，最终注入瓜达尔基维尔河。